# Waldemar Reinfelder
Waldemar Reinfelder (* 2. Januar 1965 in Fürth) ist ein deutscher Jurist. Er ist seit Juli 2009 Richter am Bundesarbeitsgericht, seit  dem 25. Januar 2022 Vorsitzender Richter.

## Leben
Waldemar Reinfelder schloss seine juristische Ausbildung 1994 mit dem zweiten juristischen Staatsexamen in München ab. Er begann dann seine Karriere als Richter in der Arbeitsgerichtsbarkeit der Freien Hansestadt Bremen 1995. Hierbei war er von 1999 bis 2001  als Wissenschaftlicher Mitarbeiter an das Bundesverfassungsgericht abgeordnet. Er wurde am 1. Februar 2008 Richter am Landesarbeitsgericht Bremen, wo er Vorsitzender der 3. Kammer des Landesarbeitsgerichts war. Während seiner richterlichen Tätigkeit in Bremen wurde er der Öffentlichkeit unter anderem 2008 durch den Vorsitz in dem Rechtsstreit zwischen Radio Bremen und deren Angestellter Reyhan Şahin alias Lady Bitch Ray und bei einer Kündigungsschutzklage gegen eine Betriebsrätin einer Drogeriekette bekannt. Er lehrt Arbeitsrecht an der Hochschule Bremen.
Im Mai 2009 wurde er zum Richter am Bundesarbeitsgericht gewählt. Am 23. Juli 2009 trat er seinen Dienst an dem Bundesgericht an. Er war zunächst Mitglied im 10. Senat des Bundesarbeitsgerichts, seit dem 1. November 2018 im 4. Senat. Zudem war er von 2014 bis 2018 Pressesprecher des Bundesarbeitsgerichts. Mit der Ernennung zum Vorsitzenden Richter am 25. Januar 2022 übernahm Reinfelder den Vorsitz des 10. Senats, der im Wesentlichen für Sondervergütungen, Zulagen und die Sozialkassen der Bauwirtschaft zuständig ist.